# Saint-Euphraise-et-Clairizet
Saint-Euphraise-et-Clairizet est une commune française, située dans le département de la Marne en région Grand Est.

## Géographie

### Localisation
Saint-Euphraise-et-Clairizet se trouve au nord-ouest du département de la Marne, en région Grand Est. La commune appartient à la région agricole du Tardenois.
La commune de Saint-Euphraise-et-Clairizet s'étend sur une superficie de 491 hectares. Sur son territoire, l'altitude varie de 114 à 235 mètres. Le village, regroupant Saint-Euphraise à l'ouest et Clairizet à l'est, se trouve dans la vallée du Noron au sein de la Montagne de Reims et de son parc naturel régional
Par la route, Saint-Euphraise-et-Clairizet se situe à 56 km de Châlons-en-Champagne, préfecture du département, à 14 km de Reims, sous-préfecture, et à 23 km de Fismes, bureau centralisateur du canton de Fismes-Montagne de Reims dont dépend Saint-Euphraise-et-Clairizet depuis 2015. La commune fait en outre partie du bassin de vie de Reims.
Saint-Euphraise-et-Clairizet est limitrophe de 5 communes :
| Méry-Prémecy |                              | Coulommes-la-Montagne |
| Aubilly      | Saint-Euphraise-et-Clairizet | Pargny-lès-Reims      |
|              | Bouilly                      |                       |

### Hydrographie

#### Réseau hydrographique
La commune est dans la région hydrographique « la Seine du confluent de l'Oise (inclus) à l'embouchure » au sein du bassin Seine-Normandie. Elle est drainée par le Noron, le ruisseau de la Froide Fontaine, le ruisseau de Mery, divers bras du Noron et divers autres petits cours d'eau,.

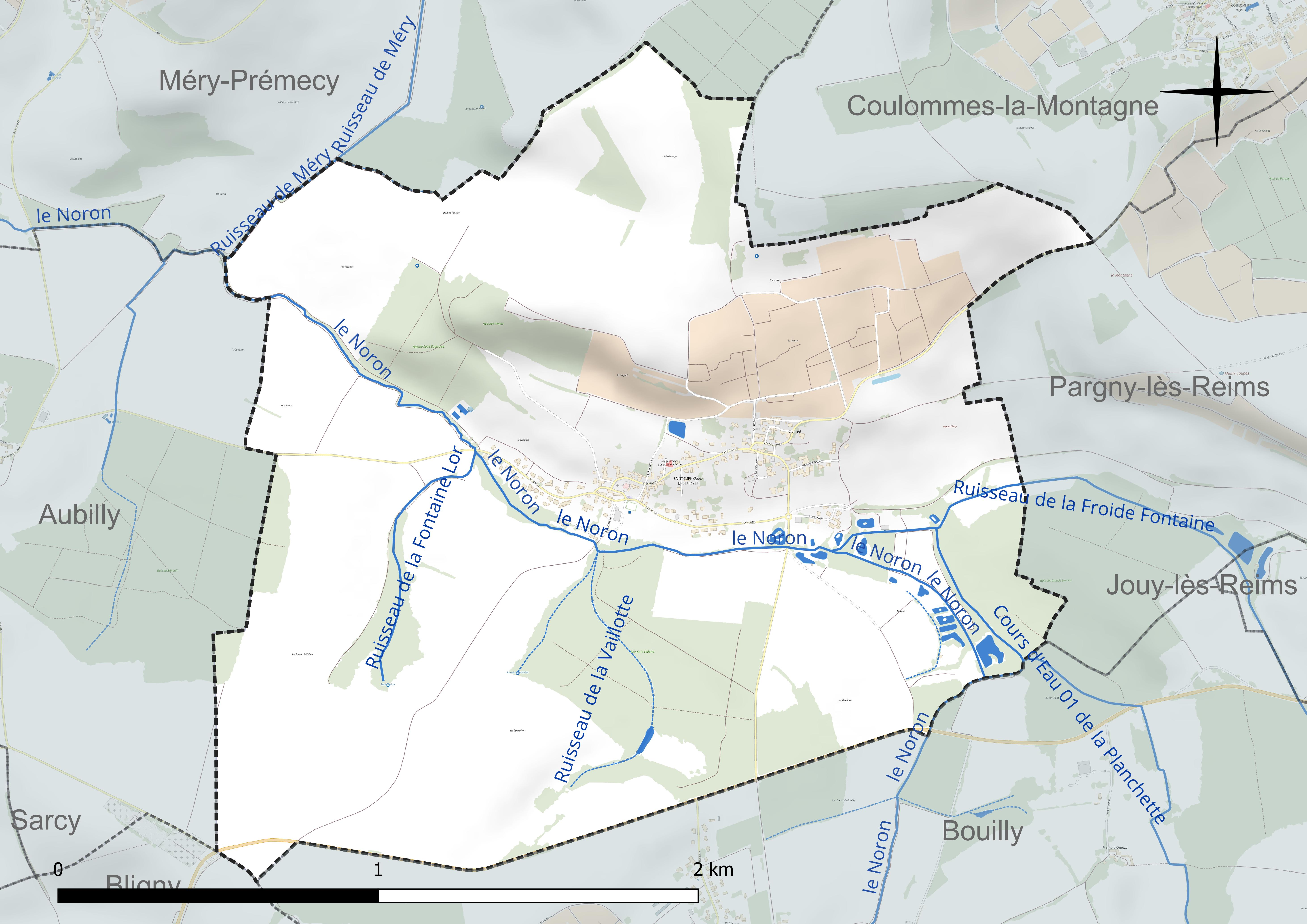
Réseau hydrographique de Saint-Euphraise-et-Clairizet.

#### Gestion et qualité des eaux
Le territoire communal est couvert par le schéma d'aménagement et de gestion des eaux (SAGE) « Aisne Vesle Suippe ». Ce document de planification, dont le territoire s’étend sur 3 096 km2 répartis sur trois départements (Aisne, Marne et Ardennes) et deux régions (Champagne-Ardenne et Picardie), a été approuvé le 16 décembre 2013. La structure porteuse de l'élaboration et de la mise en œuvre est le Syndicat d’aménagement des bassins Aisne Vesle Suippe (SIABAVES). 
La qualité des cours d’eau peut être consultée sur un site dédié géré par les agences de l’eau et l’Agence française pour la biodiversité. 

### Climat
Pour des articles plus généraux, voir Climat du Grand Est et Climat de la Marne.
En 2010, le climat de la commune est de type climat océanique dégradé des plaines du Centre et du Nord, selon une étude du Centre national de la recherche scientifique s'appuyant sur une série de données couvrant la période 1971-2000. En 2020, Météo-France publie une typologie des climats de la France métropolitaine dans laquelle la commune est exposée à un climat océanique altéré et est dans la région climatique  Nord-est du bassin Parisien, caractérisée par un ensoleillement médiocre, une pluviométrie moyenne régulièrement répartie au cours de l’année et un hiver froid (3 °C). 
Pour la période 1971-2000, la température annuelle moyenne est de 10,4 °C, avec une amplitude thermique annuelle de 16 °C. Le cumul annuel moyen de précipitations est de 768 mm, avec 12,9 jours de précipitations en janvier et 8,1 jours en juillet. Pour la période 1991-2020, la température moyenne annuelle observée sur la station météorologique de Météo-France la plus proche, « Chambrecy-Civc », sur la commune de Chambrecy à 6 km à vol d'oiseau, est de 10,7 °C et le cumul annuel moyen de précipitations est de 734,0 mm. 
La température maximale relevée sur cette station est de 40,3 °C, atteinte le 25 juillet 2019 ; la température minimale est de −22,1 °C, atteinte le 17 janvier 1985,,. 
Les paramètres climatiques de la commune ont été estimés pour le milieu du siècle (2041-2070) selon différents scénarios d'émission de gaz à effet de serre à partir des nouvelles projections climatiques de référence DRIAS-2020. Ils sont consultables sur un site dédié publié par Météo-France en novembre 2022.

## Urbanisme

### Typologie
Au 1er janvier 2024, Saint-Euphraise-et-Clairizet est catégorisée commune rurale à habitat dispersé, selon la nouvelle grille communale de densité à sept niveaux définie par l'Insee en 2022.
Elle est située hors unité urbaine. Par ailleurs la commune fait partie de l'aire d'attraction de Reims, dont elle est une commune de la couronne,. Cette aire, qui regroupe 294 communes, est catégorisée dans les aires de 200 000 à moins de 700 000 habitants,.

### Occupation des sols
L'occupation des sols de la commune, telle qu'elle ressort de la base de données européenne d’occupation biophysique des sols Corine Land Cover (CLC), est marquée par l'importance des territoires agricoles (76 % en 2018), une proportion sensiblement équivalente à celle de 1990 (75,5 %). La répartition détaillée en 2018 est la suivante : 
terres arables (62,4 %), forêts (18,8 %), cultures permanentes (8,1 %), zones agricoles hétérogènes (5,5 %), zones urbanisées (5,2 %). L'évolution de l’occupation des sols de la commune et de ses infrastructures peut être observée sur les différentes représentations cartographiques du territoire : la carte de Cassini (XVIIIe siècle), la carte d'état-major (1820-1866) et les cartes ou photos aériennes de l'IGN pour la période actuelle (1950 à aujourd'hui).

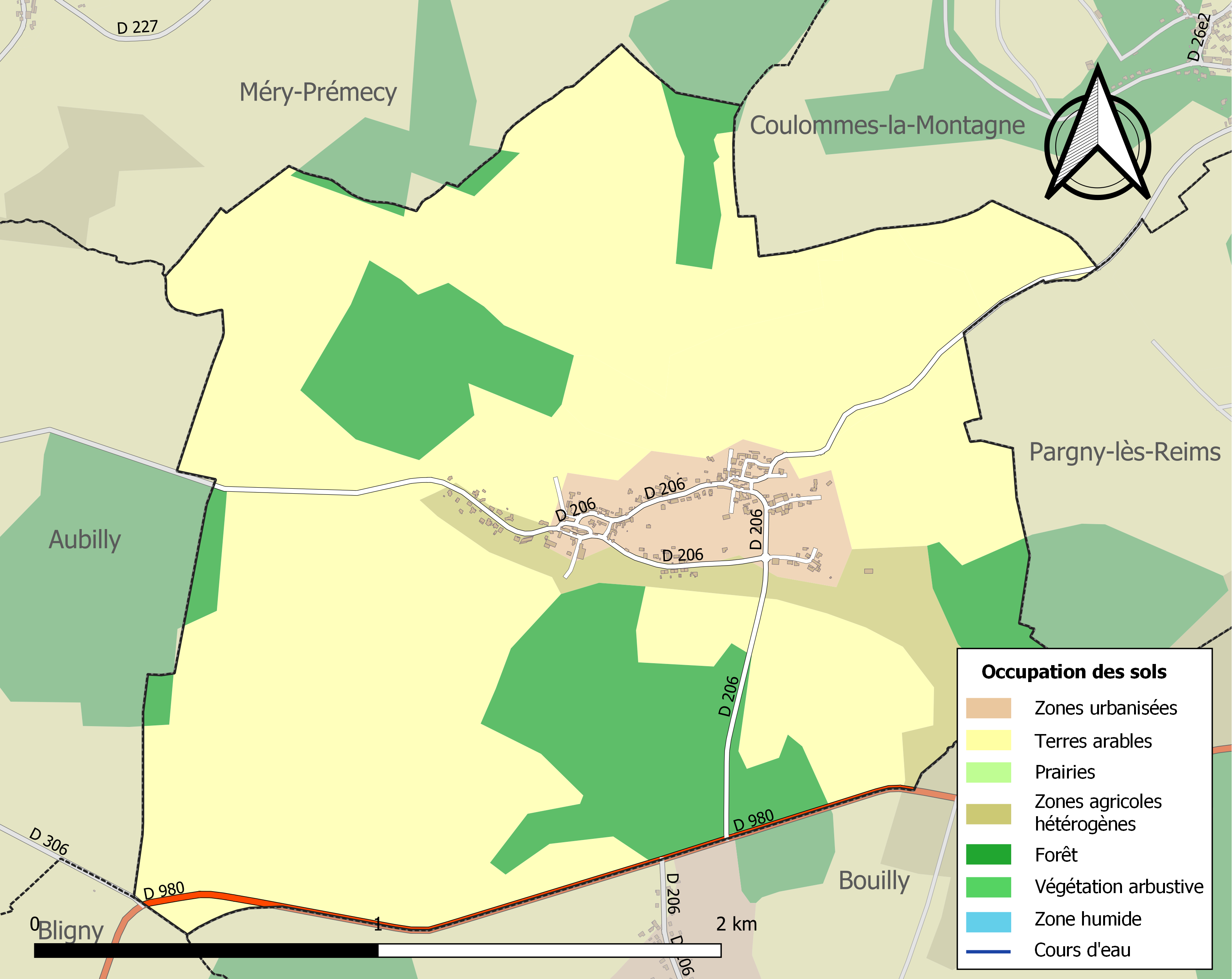
Carte des infrastructures et de l'occupation des sols de la commune en 2018 (CLC).

## Toponymie
Saint-Euphraise, ancien village de la commune, est attesté sous les formes Sancta Eufrasia (1066) ; Sancta Euphrasia (1249) ; Saincte Freze (commencement du XIVe siècle) ; Sainte-Frèze (1358) ; Sancta Fraza (1550) ; Saincte-Freize (1586) ; Ardrecourt (1794).

Saint-Euphraise est un hagiotoponyme qui fait, probablement, référence à Euphraise de Clermont. 
Clairizet, ancien hameau de la commune, est attesté sous les formes Claricellum (vers 850) ; Clarissellum (1160) ; « Molendinum quod dicitur Clarisel, mol. de Clarisello » (1186) ; Clarissel (1285) ; Clariset (1344) ; Clariset en la Montaigne de Reims (1493) ; Clairiset (1522) ; Clarizet (1556) ; Clerizet (1692) ; Clairizé (1716) ; Clairizet (1746) ; Clairizet lez Saint-Euphraise (1755) ; Cleriset (XVIIIe siècle).

Clairizet , est une forme diminutive de Clairy, Clariacus, et qui semble indiquer l'existence d'un ancien village.

## Histoire

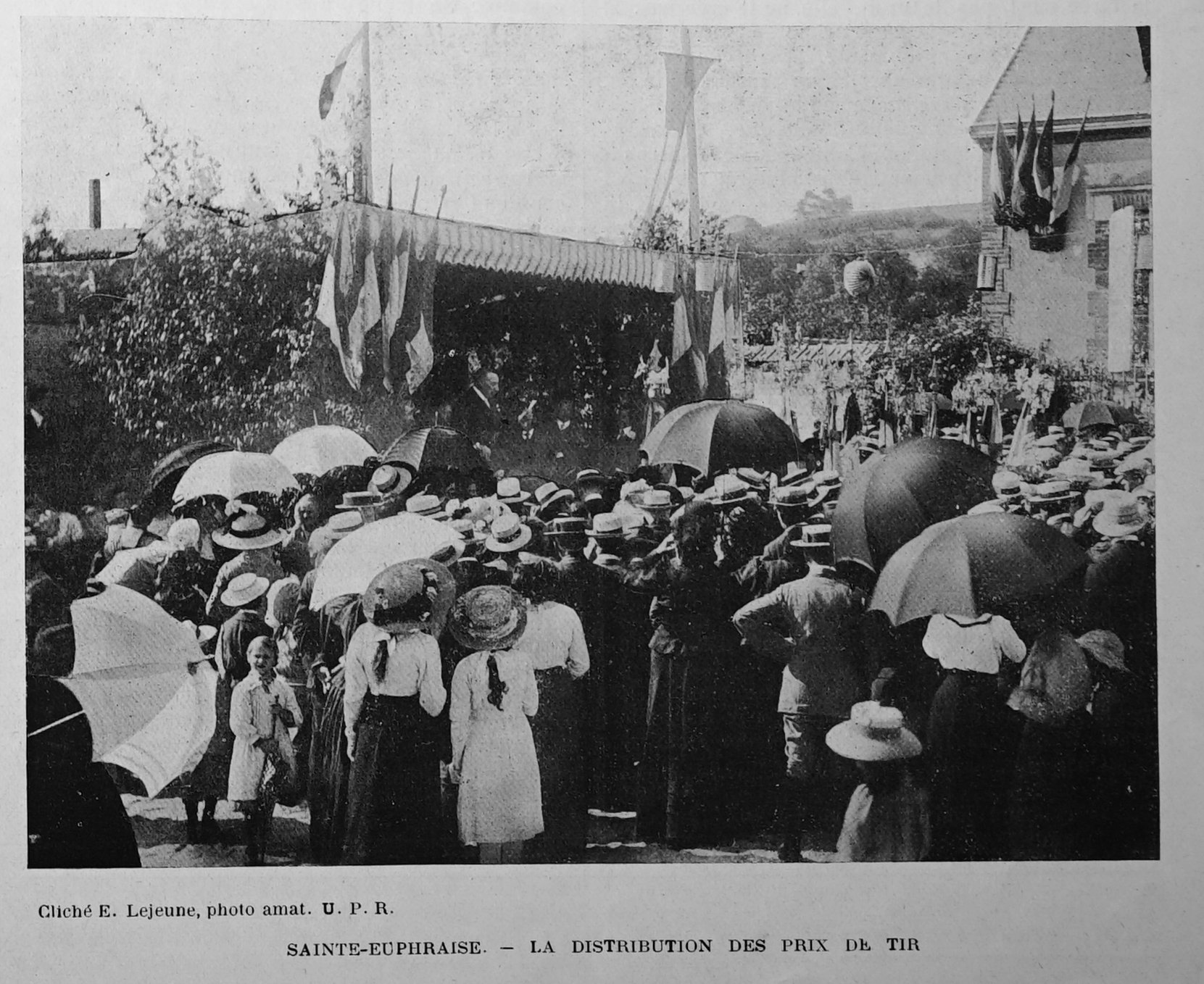
Remise de prix devant la mairie en 1913.
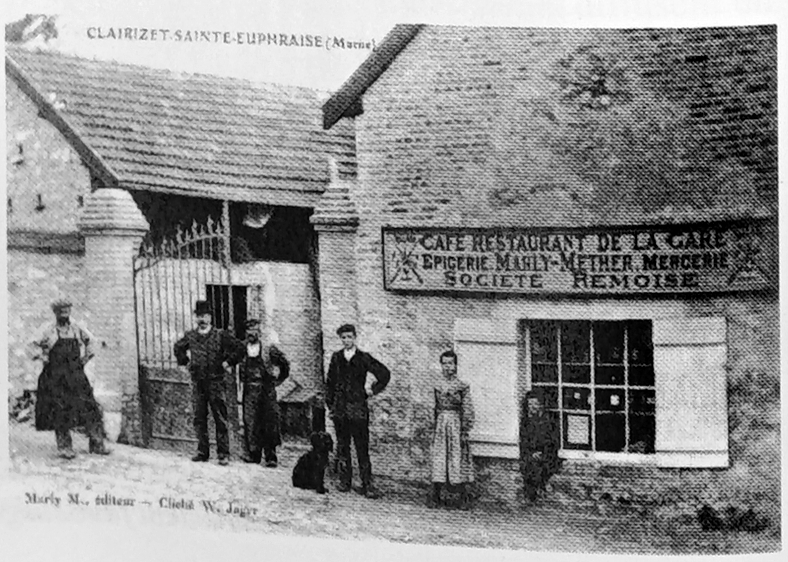
Café au début du XXe siècle.

En 1917, l'Hôpital d’origine d’étapes (HOE) de Bouleuse, structure d’évacuation théoriquement mobile, de taille très variable, était une école de médecine et de chirurgie de guerre. Cette école devint un centre réputé d'instruction et de perfectionnement pour tous les médecins et les chirurgiens. Il prit le nom de Bouleuse bien que situé entre Aubilly et Sainte-Euphraise, en lisière du bois de Béneuil. Cela est dû au rôle de carrefour ferroviaire de la gare de Bouleuse qui recevait des convois à partir de Fismes, de Reims par Jouy et Pargny-les-Reims et surtout de Dormans/Épernay.

Croix de guerre 1914-1918.

## Politique et administration
| Période                                  | Période  | Identité           | Étiquette | Qualité                        |
| ---------------------------------------- | -------- | ------------------ | --------- | ------------------------------ |
| 1876                                     |          | de Monfort         |           |                                |
| Les données manquantes sont à compléter. |          |                    |           |                                |
| mars 2001                                | 2008     | Francis Lallement  |           |                                |
| mars 2008                                | 2020     | Guy Delong         |           | Réélu pour le mandat 2014-2020 |
| mai 2020                                 | En cours | Jean-Pierre Arnaud |           |                                |

## Démographie
L'évolution du nombre d'habitants est connue à travers les recensements de la population effectués dans la commune depuis 1793. Pour les communes de moins de 10 000 habitants, une enquête de recensement portant sur toute la population est réalisée tous les cinq ans, les populations de référence des années intermédiaires étant quant à elles estimées par interpolation ou extrapolation. Pour la commune, le premier recensement exhaustif entrant dans le cadre du nouveau dispositif a été réalisé en 2006.

En 2022, la commune comptait 245 habitants, en évolution de +5,15 % par rapport à 2016 (Marne : −1,19 %, France hors Mayotte : +2,11 %).
| 1793 | 1800 | 1806 | 1821 | 1831 | 1836 | 1841 | 1846 | 1851 |
| ---- | ---- | ---- | ---- | ---- | ---- | ---- | ---- | ---- |
| 180  | 198  | 239  | 249  | 271  | 246  | 261  | 267  | 287  |

| 1856 | 1861 | 1866 | 1872 | 1876 | 1881 | 1886 | 1891 | 1896 |
| ---- | ---- | ---- | ---- | ---- | ---- | ---- | ---- | ---- |
| 261  | 247  | 222  | 195  | 198  | 184  | 191  | 166  | 162  |

| 1901 | 1906 | 1911 | 1921 | 1926 | 1931 | 1936 | 1946 | 1954 |
| ---- | ---- | ---- | ---- | ---- | ---- | ---- | ---- | ---- |
| 172  | 185  | 176  | 187  | 191  | 129  | 122  | 112  | 142  |

| 1962 | 1968 | 1975 | 1982 | 1990 | 1999 | 2006 | 2011 | 2016 |
| ---- | ---- | ---- | ---- | ---- | ---- | ---- | ---- | ---- |
| 136  | 154  | 156  | 163  | 189  | 183  | 197  | 221  | 233  |

| 2021 | 2022 | - | - | - | - | - | - | - |
| ---- | ---- | - | - | - | - | - | - | - |
| 244  | 245  | - | - | - | - | - | - | - |

## Culture locale et patrimoine

### Lieux et monuments
- L'église Saint-Sylvestre, dont l'édifice d'origine datant du XIIIe siècle a du être reconstruit en 1926, selon les plans de l'architecte Georges Beaumet[30].

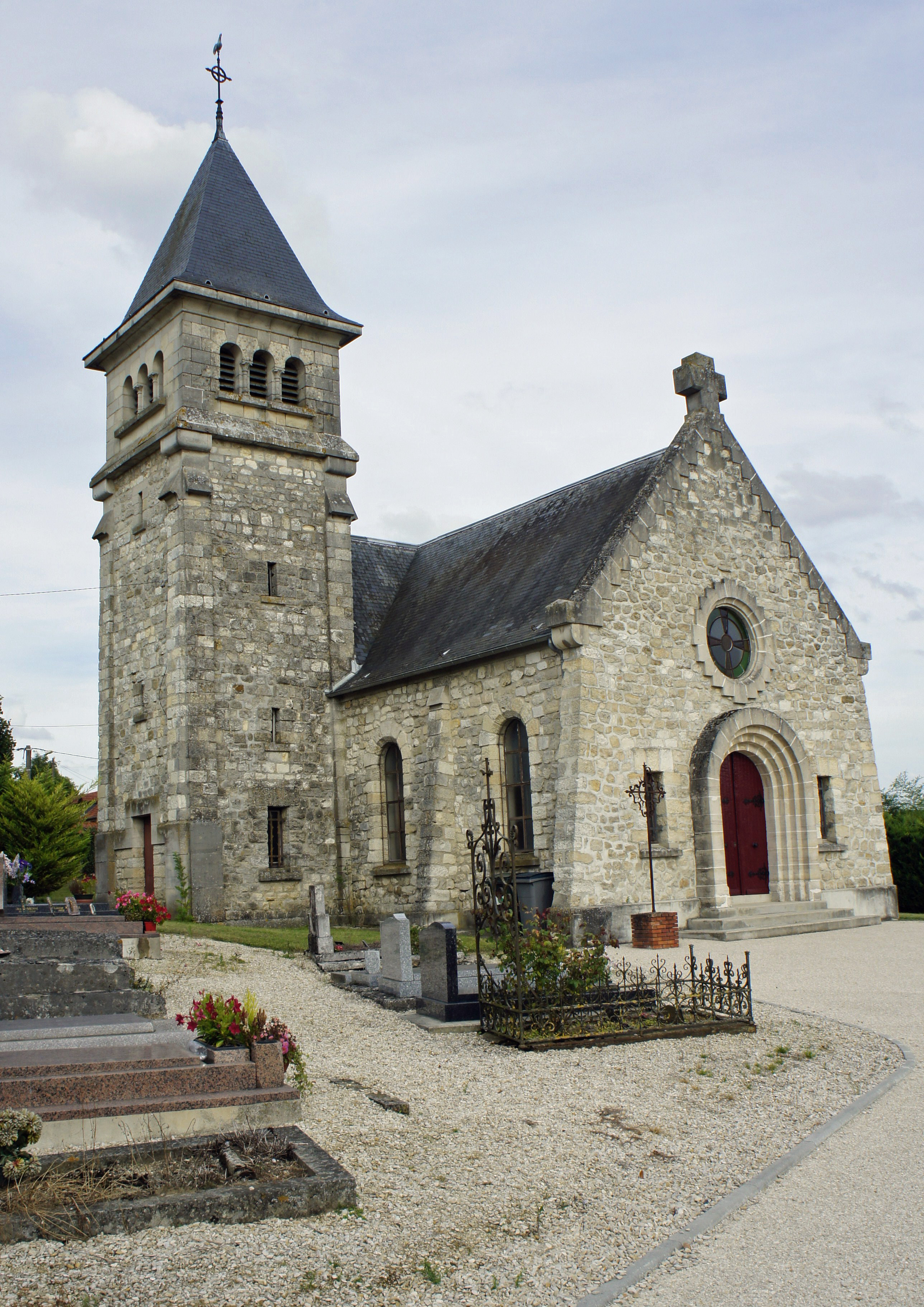
L'église entourée de son cimetière.